# SC Aachen
Der SC Aachen (offiziell: Sportclub Aachen e.V.) ist ein Futsalverein aus Aachen. Die erste Mannschaft spielte von 2015 bis 2018 in der erstklassigen Futsalliga West.

## Geschichte
Im Jahre 2011 gründete der Verein Schwarz-Rot Aachen eine Futsalabteilung, die in der Saison 2013/14 erstmals in der zweitklassigen Mittelrheinliga antrat. Am Saisonende spaltete sich die Abteilung vom Stammverein ab und gründete den SC Aachen. Der Verein ist nicht zu verwechseln mit dem Aachener SC, der von 1910 bis 1997 bestand. Bereits in der ersten Saison unter dem neuen Namen gewann die Mannschaft mit deutlichem Vorsprung auf den Lokalrivalen Alemannia Aachen die Meisterschaft der Mittelrheinliga und schaffte damit den Aufstieg in die erstklassige WFLV-Futsal-Liga. Dort schafften die Aachener in der folgenden Saison 2015/16 am vorletzten Spieltag durch ein 9:2 gegen den PSV Wesel-Lackhausen den Klassenerhalt. Auch in der Saison 2016/17 in der Futsalliga West schafften es die Aachener die Klasse als siebtplatzierter zu halten. Besonders zu erwähnen ist, dass der SC Aachen als siebtplatzierter die beste Abwehr in der gesamten Liga aufweisen konnte. 2018 zog der Verein trotz sportlicher Qualifikation die Mannschaft aus der Futsalliga West zurück.

## Erfolge
- Mittelrheinmeister: 2015